# Oksana Gromowa
Oksana Gromowa (ur. 3 września 1980) – rosyjska lekkoatletka specjalizująca się w rzucie oszczepem, która na początku kariery odnosiła sukcesy w pchnięciu kulą.
Na mistrzostwach Europy juniorów w Rydze, w sierpniu 1999, wywalczyła srebrny medal w rywalizacji kulomiotek przegrywając jedynie z Białorusinką Nadzieją Astapczuk. Od 2000 skupiła się na rzucie oszczepem, w którym reprezentowała Rosję w meczach międzypaństwowych, pucharze Europy oraz zimowym pucharze w rzutach lekkoatletycznych.
Medalistka mistrzostw Rosji.
Rekordy życiowe: pchnięcie kulą – 16,54 (17 maja 1999, Krasnodar); rzut oszczepem – 61,12 (1 marca 2003, Gioia Tauro). 